# Cardiastethus borealis
Cardiastethus borealis är en insektsart som beskrevs av Kelton 1977. Cardiastethus borealis ingår i släktet Cardiastethus och familjen näbbskinnbaggar. Inga underarter finns listade i Catalogue of Life.